# 余用
余用（1470年—？），字明卿，河南汝寧府信陽州羅山縣人，民籍，明朝政治人物。

## 生平
弘治五年（1492年）壬子科河南鄉試第七十一名舉人。弘治十八年（1505年）中式乙丑科會試第二百二十二名，三甲第九十九名進士。任大理寺評事。

## 家族
曾祖余紹宗；祖父余斌；父余吉輝，母黃氏。慈侍下。弟同、周。